# Aladyn i Lampa śmierci
Aladyn i Lampa śmierci (ang. Aladdin and the Death Lamp) – amerykańsko-kanadyjski film telewizyjny z 2012 roku w reżyserii Mario Azzopardi. Film swobodnie nawiązuje do postaci Aladyna z Księgi tysiąca i jednej nocy. W roli Aladyna Darren Shahlavi.

## Obsada
- Darren Shahlavi jako Aladyn[1][2]
- Noam Jenkins jako Luca
- Kandyse McClure jako Shifa
- Eugene Clark jako Khalil
- Suresh John jako Abdullah
- George Ghali jako Sharira
- Ali Badshah jako Abdel
- Mif  jako Hassan
- Tig Fong
- Nick Alachiotis
- Samy Osman  jako ojciec Aladyna
- Santino Buda  jako ojciec Luca
- Manuel Rodriguez-Saenz  jako ojciec Shify

## Wersja polska
W Polsce emitowany z angielskim dubbingiem i polskim lektorem, którym był Stanisław Olejniczak (TV4). Film emitowała również stacja HBO (premiera: 1 marca 2013), gdzie lektorem był Jacek Brzostyński.

## Muzyka filmowa
- 1. Lead Us To Treasure 1:21
- 2. Bring Me The Lamp 2:05
- 3. Seductive Djinn 1:07
- 4. The Tiger Attacks 2:21
- 5. Entering The Mausoleum 2:45
- 6. At The Portal 1:35
- 7. A Warning 1:12
- 8. Let Him Go 2:57

Źródło